# Рохлиц, Иоганн Фридрих
Иоганн Фридрих Рохлиц (нем. Johann Friedrich Rochlitz; 12 февраля 1769, Лейпциг — 16 декабря 1842, Лейпциг) — немецкий драматург, музыкальный писатель

, музыковед

, искусствовед, музыкальный критик, редактор, композитор.

## Биография
Учился игре на фортепиано и органе, а также композиции в Школе Святого Фомы в Лейпциге. В 1789—1791 годах изучал философию и теологию в Лейпцигском университете. Давал частные уроки.
В 1798 году основал «Всеобщую музыкальную газету» («Allgemeine Musikalische Zeitung»), которая выходила в издательстве «Брайткопф и Гертель». До 1818 года редактировал газету. Сотрудничал в ней до 1835 года.
Сыграл видную роль в музыкальной жизни Лейпцига, где входил в руководство концертами оркестра Гевандхауза.
В своих литературных сочинениях пропагандировал музыку Л. Бетховена, И. С. Баха, приветствовал талант молодого Р. Вагнера.
Написал первую биографию композитора и скрипача Ф. Э Феска. Наиболее важной работой Рохлица является его автобиографическое сочинение «Tage der Gefahr über die Völkerschlacht bei Leipzig» (1813), посвящённое Битве народов.
Предоставил страницы своей газеты Э. Т. А. Гофману. На его тексты писали музыку Л. Шпор, Ф. Шуберт, К. М. Вебер.
Дружил с Гёте, Шиллером, Э. Т. А. Гофманом.
Эстетические взгляды связывали его с эпохой немецкого Просвещения, но широта воззрений на искусство и дар предвидения сделали его сторонником романтизма.
Деятельность Рохлица высоко ценил Р. Шуман.
Рохлиц — автор ряда музыкальных произведений.

## Избранные публикации
- Zeichnungen von Menschen nach Geschichte und Erfahrung, 2 тома, Hamburg 1794.
- Charaktere interessanter Menschen, 4 тома Züllichau 1799—1803.
- Kleine Romane und Erzählungen, 3 тома, Frankfurt 1807.
- Neue Erzählungen, 2 тома, Leipzig 1816.
- Für ruhige Stunden, 2 тома, Leipzig 1828.
- Für Freunde der Tonkunst, 4 тома, Leipzig 1824—1832; 3. Auflage 1868.
- Auswahl des Besten aus Rochlitz' sämtlichen Werken, 6 томов, Züllichau 1821—1822.
- Goethes Briefwechsel mit Friedrich Rochlitz, hrsg. von Woldemar von Biedermann, Leipzig 1887 (Digitalisat)
- Tage der Gefahr. Ein Tagebuch der Leipziger Schlacht, Berlin 2013, ISBN 978-3-943889-45-1.